# Фудзівара но Утімаро
Фудзівара но Утімаро (756 —13 листопада 812) — середньовічний державний діяч кінця період Нара й початку періоду Хейан.

## Життєпис
Походив з роду Північних Фудзівара (Хокке), гілки клану Фудзівара. Третій син Фудзівара но Матате, старшого державного радника, й доньки Абе но Обімаро. Народився у 756 році. 766 року втратив батька. Розпочав службу при імператорському дворі у 770-х роках, коли послідовно отримав молодший і старший шостий ранг.
781 року надано нижчу ступінь молодшого п'ятого рангу. Піднесення кар'єри відбулося після того як його дружина Кудара но Нагацугу стає наложницею імператора Камму. 782 року стає кокусі провінції Кай. 784 року стає заступником очільника лівої Зовнішньої палацової гвардії (са-емонфу). 785 року отримав вищу ступінь молодшого п'ятого рангу. Невдовзі його призначено заступником Лівої Внутрішньої палацової гвардії (са-коноефу) та заступником камі (губернатора) провінції Етідзен. 786 року стає власником старшого п'ятого рангу і головою провінції Етідзен, а 787 року — нижчу ступінь молодшого четвертого рангу. 789 року очолив Праву Внутрішню палацову гвардію (у-коноефу).
790 року очолив курарьо (службу фінансів імператорського господарства). 792 року призначено міністром покарань. 794 року призначено санґі, завдяки чому увійшов до вищої знаті (куґе) та став членом дайдзьокана (Вищої державної ради). 795 року очолив Управління з ворожіння та астрономії. 796 року отримав вищу ступінь молодшого четвертого рангу, а згодом нижчу ступінь старшого четвертого рангу. Того ж року призначається очільником провінції Тадзіма. 797 року стає заступником голови Лівої Внутрішньої палацової гвардії (са-коноефу). Того ж року Фудзівара но Утімаро призначено головою інспекції Кагеюсі (здійснювала аудит місцевих провінцій). 798 року надано молодший третій ранг і посаду середнього державного радника. У 799 році був призначений відповідальним за подальше переселення до нової столиці Хейан-кьо.
806 року призначається кокусі провінції Мусасі, стає старшим державним радником, отримує старший третій ранг. Того ж року після смерті принца Міва призначається Правим міністром та дзідзю (на кшталт камергера). 807 року призначено головою Лівої Внутрішньої палацової гвардії та головою Відомства прислуги. 809 року не підтримав заколот принца Ійо, на дякуза це отримав молодший другий ранг. Помер у812 році. Посаду Правового міністра отримав інший представник Північних Фудзівара — стриєчний брат Утімаро — Фудзівара но Сонондо.

## Родина
1. Дружина — Кудара но Нагацугу, донька Асукабе но Натомаро
Діти:
- Фудзівара но Манацу (774—830)
- Фудзівара но Фуюцуґу (775—826)

2. Дружина — Саканоуе но Наріко, донька Саканоуе но Кіратамаро (сина Саканоуе но Тамурамаро)
Діти:
- Фудзівара но Сакурамаро
- Фудзівара но Футакімаро
- Фудзівара но Наґаока (786—849)
- син
- Есуко

3. Дружина — донька Іто Дайсіна
Діти:
8 Фудзівара но Тіканарі (787—843)
4. Дружина — донька Фудзівара но Наґате
Діти:
- Фудзіварано Мамору (799—857)

Від наложниць:
- Фудзівара но Акіцугу
- Фудзівара но Ріцу
- Фудзівара но Оцу (792—854)
- Фудзівара но Тасуке (799—853)
- Фудзівара но Осаму
- Онацу (д/н—855), дружина імператора Саґа
- донька, дружина Кі но Аріцуне